# Morning Star (gazeta)
Morning Star – brytyjski dziennik o poglądach socjalistycznych. Gazeta wydawana jest codziennie, od poniedziałku do soboty.

## Tematyka
Polityka redakcyjna gazety opiera się na programie Komunistycznej Partii Brytanii (Communist Party of Britain), zatytułowanym Britain’s Road to Socialism („brytyjska droga do socjalizmu”). Początkowo w czasopiśmie publikowane były wyłącznie artykuły o ideologii komunistycznej, z czasem Morning Star przyjął jednak mniej radykalny punkt widzenia. W gazecie pojawiają się obecnie także artykuły o tematyce proekologicznej, religijnej oraz związane z nacjonalizmem szkockim i walijskim. Istotnym tematem pozostają sprawy dotyczące związków zawodowych.

## Historia
Pierwsze wydanie gazety, zatytułowanej ówcześnie The Daily Worker, miało miejsce 1 stycznia 1930. Początkowo był to organ Komunistycznej Partii Wielkiej Brytanii (Communist Party of Great Britain). W styczniu 1940 minister spraw wewnętrznych Herbert Morrison ogłosił, trwający 18 miesięcy, zakaz wydawania gazety. W 1945 utworzona została spółdzielnia People’s Press Printing Society, która wydaje dziennik do dziś. Od 1966 gazeta nosi obecny tytuł.

## Finansowanie i sprzedaż
Do 1974 dziennik otrzymywał dotacje od Związku Radzieckiego. Aż do rozpadu, ZSRR był nabywcą znacznej części nakładu (w 1989 roku 6000 egzemplarzy dziennie). Reklamy nie odgrywają większej roli w finansowaniu gazety. Główne źródło utrzymania stanowią darowizny od czytelników, w łącznej kwocie około 16 000 funtów miesięcznie.
Wielkość sprzedaży w 2005 utrzymywała się na poziomie 13 000-14 000. W latach 40. liczba sprzedawanych egzemplarzy wynosiła około 100 000, a w połowie lat 80. – 30 000.